# Pragmatisme
El pragmatisme és un moviment filosòfic que considera que les conseqüències pràctiques i els efectes reals són components vitals del significat i la veritat. El pragmatisme començà a la darreria del segle xix amb Charles Sanders Peirce. Al llarg del principi del segle xx, va ser desenvolupat pels treballs de William James, l'instrumentalisme, la variant desenvolupat per John Dewey i d'una manera no gaire ortodoxa per George Santayana. Altres importants aspectes del pragmatisme són l'anticartesianisme, l'empirisme radical, l'instrumentalisme, l'antirealisme, el verificacionisme, el conceptualisme, el rebuig de la distinció entre fet i valor, una gran consideració per la ciència i el falibilisme.
A partir de la dècada de 1960, el pragmatisme va renovar-se amb una nova escola de filosofia analítica, amb W. V. O. Quine i Wilfrid Sellars, que revisà el pragmatisme i criticà el positivisme lògic que dominava la filosofia dels Estats Units i la Gran Bretanya des de la dècada de 1930. Richard Rorty, posteriorment, va desenvolupar d'epistemologia naturalitzada.

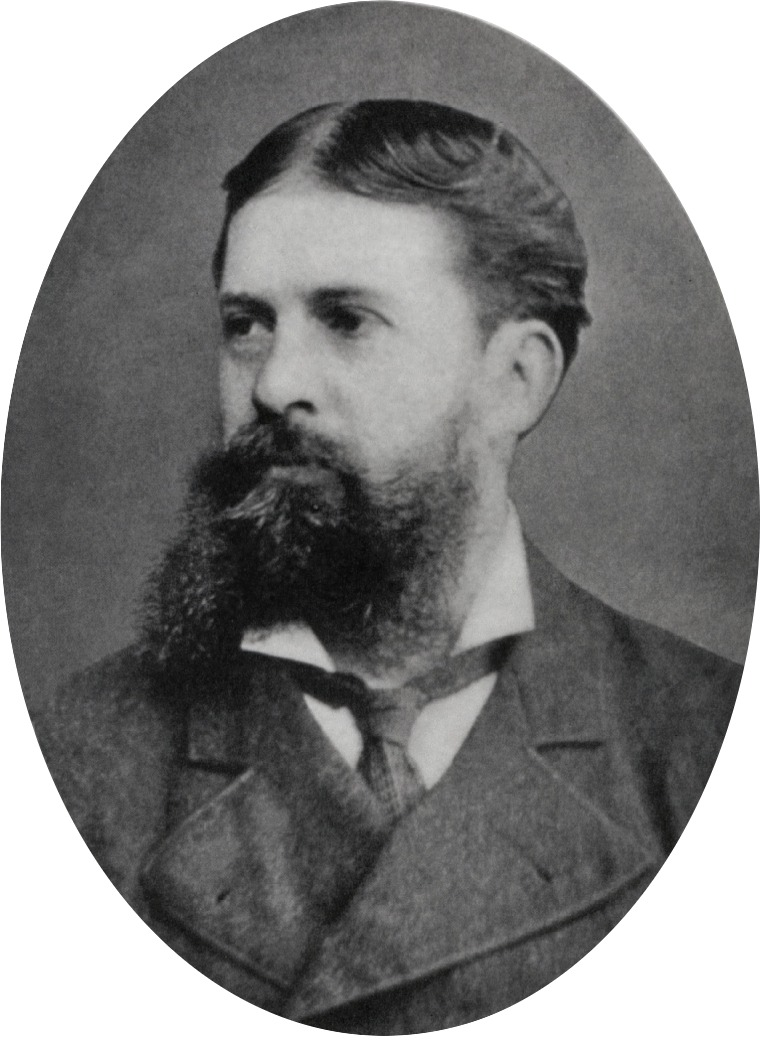
Charles Peirce: el definidor del pragmatisme